# Connecticut Open 2017
Il Connecticut Open 2017, conosciuto anche con il nome Connecticut Open presented by United Technologies per motivi di sponsorizzazione, è un torneo femminile di tennis giocato sul cemento. È stata la 50ª edizione del Connecticut Open, che fa parte della categoria Premier nell'ambito del WTA Tour 2017. Il torneo si gioca al Cullman-Heyman Tennis Center nel New Haven, Connecticut, USA, dal 20 al 26 di agosto. È l'ultimo torneo prima degli US Open 2017.

## Partecipanti WTA

### Teste di serie
| Nazione    | Giocatrice               | Ranking* | Testa di serie |
| ---------- | ------------------------ | -------- | -------------- |
| Polonia    | Agnieszka Radwańska      | 10       | 1              |
| Slovacchia | Dominika Cibulková       | 11       | 2              |
| Rep. Ceca  | Petra Kvitová            | 13       | 3              |
| Francia    | Kristina Mladenovic      | 14       | 4              |
| Russia     | Elena Vesnina            | 18       | 5              |
| Russia     | Anastasija Pavljučenkova | 20       | 6              |
| Rep. Ceca  | Barbora Strýcová         | 23       | 7              |
| Cina       | Peng Shuai               | 25       | 8              |

* Ranking del 14 agosto 2017.

### Altre partecipanti
Le seguenti giocatrici hanno ricevuto una wild card per il tabellone principale:
- Eugenie Bouchard
- Sloane Stephens (ritirata)

Le seguenti giocatrici sono passate dalle qualificazioni:

- Ana Bogdan
- Jana Čepelová
- Kirsten Flipkens
- Magda Linette
- Elise Mertens
- Kristýna Plíšková

La seguente giocatrice è entrata in tabellone come lucky loser:
- Christina McHale

## Campioni

### Singolare femminile
Dar'ja Gavrilova ha sconfitto in finale  Dominika Cibulková con il punteggio di 4–6, 6–3, 6–4.
- È il primo titolo in carriera per Gavrilova.

### Doppio femminile
Gabriela Dabrowski /  Xu Yifan hanno sconfitto in finale  Ashleigh Barty /  Casey Dellacqua con il punteggio di 3–6, 6–3, [10–8].